# Wybory do Parlamentu Europejskiego w Irlandii w 2014 roku
Wybory do Parlamentu Europejskiego VIII kadencji w Irlandii zostały przeprowadzone 23 maja 2014. Irlandczycy wybrali 11 eurodeputowanych. Frekwencja wyniosła 51,04%.
Wybory przeprowadzono w trzech okręgach wielomandatowych: Dublin (3 mandaty), Midlands-North-West (4 mandaty) i South (4 mandaty), stosując system wyborczy pojedynczego głosu przechodniego.

## Wyniki wyborów
| Lista wyborcza                   | Głosy (pierwszy wybór) | %     | Mandaty | Zmiana |
| -------------------------------- | ---------------------- | ----- | ------- | ------ |
| Fine Gael                        | 369 120                | 22,28 | 4       | –      |
| Sinn Féin                        | 323 300                | 19,52 | 3       | +3     |
| Fianna Fáil                      | 369 545                | 22,31 | 1       | –2     |
| Partia Pracy                     | 88 229                 | 5,33  | 0       | –3     |
| Partia Zielonych                 | 81 458                 | 4,92  | 0       | –      |
| Partia Socjalistyczna            | 29 953                 | 1,81  | 0       | –1     |
| Demokracja Bezpośrednia Irlandii | 24 093                 | 1,45  | 0       | –      |
| People Before Profit Alliance    | 23 875                 | 1,44  | 0       | –      |
| Katoliccy Demokraci              | 13 569                 | 0,82  | 0       | –      |
| Fís Nua                          | 4610                   | 0,28  | 0       | –      |
| Niezależni                       | 328 766                | 19,85 | 3       | +2     |
| Razem                            | 1 656 518              | 100   | 11      | –1     |